# Aberuthven
Aberuthven är en by i Perth and Kinross, Skottland. Byn är belägen 5 km från Auchterarder. Orten har 367 invånare (1991). Den är belägen vid floden Ruthven Water.